# Cryptopenaeus crosnieri
Cryptopenaeus crosnieri är en kräftdjursart som beskrevs av Pérez Farfante och Brian Frederick Kensley 1985. Cryptopenaeus crosnieri ingår i släktet Cryptopenaeus och familjen Solenoceridae. Inga underarter finns listade i Catalogue of Life.